# Ironman Pro Invitational
Ironman Pro Invitational – zawody kulturystyczne organizowane przez federację IFBB w Los Angeles (Kalifornia), w hrabstwach Pasadena i Redondo Beach, od roku 1990 do 2009.
Ironman Pro Invitational były organizowane w połowie lutego, jako pierwsze zawody danego roku. Pierwszych trzech zawodników (od 2006 roku – pierwsza piątka) kwalifikowało się do zawodów Mr. Olympia. W 2010 roku w kalendarzu imprez IFBB nie pojawiły się zawody Ironman Pro Invitational, co wzbudziło spore zainteresowanie, ponieważ były to jedne z najstarszych zawodów organizowanych przez federację IFBB na świecie. John Bialik wydał oświadczenie, iż zawody wstępnie zaplanowane na ten rok zostały bezterminowo przełożone. Od tamtego czasu zawody nie są organizowane.

## Nagrody finansowe
Pula nagród sięgała około 30 000 USD.
1. Pierwsze miejsce – 15 000 USD
2. Drugie miejsce – 6 000 USD
3. Trzecie miejsce – 4 000 USD
4. Czwarte miejsce – 3 000 USD

## Zwycięzcy zawodów w latach
- 1990 – Shawn Ray
- 1991 – J.J. March
- 1992 – Vince Taylor
- 1993 – Flex Wheeler
- 1994 – Vince Taylor
- 1995 – Flex Wheeler
- 1996 – Flex Wheeler
- 1997 – Flex Wheeler
- 1998 – Flex Wheeler
- 1999 – Chris Cormier
- 2000 – Chris Cormier
- 2001 – Chris Cormier
- 2002 – Chris Cormier
- 2003 – Jay Cutler
- 2004 – Dexter Jackson
- 2005 – Gustavo Badell
- 2006 – Lee Priest
- 2007 – Toney Freeman
- 2008 – Phil Heath
- 2009 – Silvio Samuel